# Loredana Georgia Berna
Loredana Georgia Berna, cunoscută mai bine sub numele Gia este o cântăreață română.
Este fiica lui Theodor Berna, proprietarul firmei Tehnologica Radion.
În anul 2003 Gia ocupa primele locuri în topurile de la radio cu melodii precum “Te fac să vibrezi”, “Cât îmi lipsești” sau “Pe cine aș iubi”,
precum și „Acum știu ce vreau”, „Nu mă opri” și „Eu”. La Premiile muzicale MTV România este nominalizată la categoria „cel mai bun debutant” cu piesa „Nu mă opri”, câștigând premiul pentru „cel mai bun site” pentru gia.ro Arhivat în 13 iunie 2007, la Wayback Machine.. 
După doi ani în showbiz, în 2005, Gia s-a retras subit din muzică.
În anul 2011 s-a căsătorit cu Sebastien Caldray, un afacerist francez, care are mai multe afaceri în domeniul agricol.
În prezent Gia locuiește în Vendome, de pe Valea Loirei, în Franța.